# Pukkelsporige wimperzwam
De pukkelsporige wimperzwam (Scutellinia patagonica) is een schimmel uit de familie Pyronemataceae. Hij leeft saprotroof op kale, vochtige tot natte, zandige plekjes, meestal vermengd met rottende planteresten, langs paden en in tractorsporen door natte, matig voedselrijke hooi- en graslanden, duinvalleien en bermen. 

## Kenmerken
Kenmerkend voor deze soort zijn:
- Apothecia (vructlichamen): 2–10 μm in diameter
- Wimperharen: 200-1100 x 20-40 μm, 15-48 dik, 6-15 septaat, wanddikte is 3-7 μm.
- Sporen: breed elliptisch (18-23 x 14,5-18,5 μm, Q=1,1-1,3)
- Sporenornamentatie: circa halfbolvormige wratten, 0,5-2 μm breed en tot 1,5 μm hoog, laat niet los na verhitten met katoenblauw
- Asci: 200-320 μm

## Verspreiding
In Nederland komt de pukkelsporige wimperzwam zeer zeldzaam voor.